# Kadar Halli, Yelbarga
Kadar Halli là một làng thuộc tehsil Yelbarga, huyện Koppal, bang Karnataka, Ấn Độ.